# Alțina
Alțina – wieś w Rumunii, w okręgu Sybin, w gminie Alțina. W 2011 roku liczyła 1094 mieszkańców.